# As She Pleases
As She Please (с англ. — «Как ей понравится») — дебютный мини-альбом американской певицы Мэдисон Бир. Выпущенный 2 февраля 2018 года. Альбом был поддержан раннее выпущенными тремя синглами: «Dead», «Say It To My Face» и «Home with You».

## Синглы
Ведущий сингл альбома, «Dead» был выпущен вместе с его лирическим видео 19 мая 2017 года. Премьера клипа состоялась на аккаунте Beer’s Vevo 2 июня 2017 года. Ремиксы от Седрика Жерве и Лайберта, а также акустическая версия, были выпущены для продвижения трека.
Второй сингл, «Say It To My Face», был выпущен 2 августа 2017 года. Двенадцать дней спустя, 15 августа, премьера клипа состоялась на аккаунте Beer’s Vevo. Ремиксы Wideboys были выпущены 15 сентября 2017 года.
«Home with You» стал третьим синглом и был выпущен 3 ноября 2017 года. Клип был выпущен 14 декабря 2017 года.

## Трек-лист
| №                   | Название            | Автор(ы)                                                                      | Продюсеры                             | Длительность |
| ------------------- | ------------------- | ----------------------------------------------------------------------------- | ------------------------------------- | ------------ |
| 1.                  | «Dead»              | Brittany Amaradio Madison Love Michael Keenan                                 | Keenan                                | 3:14         |
| 2.                  | «Fools»             | Beer Jeremy Dussolliet Timothy Sommers                                        | One Love                              | 3:38         |
| 3.                  | «HeartLess»         | Beer Amaradio Jordan Johnson Love Marcus Lomax Oliver Peterhof Stefan Johnson | The Monsters and the Strangerz German | 3:38         |
| 4.                  | «Tyler Durden»      | Beer Dussolliet Sommers                                                       | One Love                              | 4:07         |
| 5.                  | «Home with You»     | Jane Bennett Leroy Clampitt Rachel Keen                                       | Big Taste                             | 3:10         |
| 6.                  | «Teenager in Love»  | Beer Dussolliet Sommers                                                       | One Love                              | 3:34         |
| 7.                  | «Say It to My Face» | Dayyon Alexander Fred Ball Beer Sarah Aarons                                  | Ball                                  | 3:09         |
| Общая длительность: | Общая длительность: | Общая длительность:                                                           | Общая длительность:                   | 24:30        |

## Чарты
| Чарты (2018)                         | Высшая позиция |
| ------------------------------------ | -------------- |
| Australian Albums (ARIA)             | 64             |
| Austrian Albums (Ö3 Austria)         | 68             |
| Канада (Canadian Albums Chart)       | 62             |
| France Downloads Albums (SNEP)       | 27             |
| Ирландия (IRMA)                      | 38             |
| New Zealand Heatseeker Albums (RMNZ) | 3              |
| Шотландия (Scottish Albums Chart)    | 91             |
| Швейцария (Schweizer Hitparade)      | 68             |
| UK Download Albums (OCC)             | 16             |
| США (Billboard 200)                  | 93             |
| США (Billboard Independent Albums)   | 8              |
| США (Billboard Top Album Sales)      | 49             |